# Neotrygon ningalooensis
Neotrygon ningalooensis és una espècie de rajada de la família dels dasiàtids.